# Jules Armand Stanislas Dufaure
Jules Armand Stanislas Dufaure (pronunciació francesa: [ʒyl aʁmɑ dyfoʁ], conegut com a Jules Dufaure, (Saujon, 4 de desembre de 1798 - París, 28 de juny de 1881) fou un polític francès.

## Biografia
Dufaure va néixer a Royan, Charente-Maritime, i va començar la seva carrera com a advocat a Bordeus, on va guanyar una gran reputació pels seus dots oratoris. Va abandonar la llei per a la política, i el 1834 va ser elegit diputat. El 1839 va ser nomenat ministre d'obres públiques en el Ministeri de Jean-de-Dieu Soult, i va aconseguir l'alliberament de la construcció de ferrocarrils a França dels obstacles que fins llavors obstaculitzaven. Va perdre el càrrec el 1840, Dufaure es va convertir en un dels líders de l'oposició, i en l'esclat de la revolució de 1848, va acceptar la República.

## Segona República i Segon Imperi
Després de la Revolució de 1848, va ser membre de l'Assemblea Constituent, i un dels redactors de la Constitució de la Segona República. Va ser Ministre de l'Interior de França del 13 d'octubre al 20 de desembre del 1848 durant el Govern de Louis Eugène Cavaignac, ja que manté sota la presidència de Louis-Napoléon Bonaparte del 2 de juny al 31 d'octubre de 1849. Va aconseguir llavors el lloc de Ministre d'Afers Exteriors per al seu amic Tocqueville. Es va retirar de la vida política després del cop d'estat del 2 de desembre del 1851, però va prosseguir amb la seva carrera d'advocat defensant a membres de l'oposició liberal i republicana jutjats per Napoleó III. Va ser director de campanya de Thiers en les eleccions de 1869 i es va oposar al plebiscit de Louis-Napoléon Bonaparte el 1870. El 23 abril 1863 va ser elegit membre de l'Acadèmia francesa.

## Tercera República
Elegit diputat el 1871, Dufaure s'assegué en els bancs de l'ala moderada de l'Assemblea. Fou nomenat ministre de Justícia i vicepresident del Consell de febrer de 1871 a maig de 1873, quan el President Mac-Mahon el destituí pel seu suport incondicional a la causa republicana i el substituí per un monàrquic, Albert de Broglie. El 1875, va ser Ministre de Justícia al govern de Louis Buffet. La seva sentència en el cas Blanc (Arrêt Blanc del 8 de febrer de 1873), és considerada com a fundadora del dret administratiu francès. Davant l'auge dels republicans i de l'esquerra a l'Assemblea, Dufaure fou cridat de nou per Mac-Mahon per a ser President del Consell de febrer a desembre de 1876, ocupant també el lloc de Ministre de Justícia. El succeí Jules Simon, en un intent de reconciliar la dreta i l'esquerra, abans que Mac-Mahon imposés un govern de tall conservador pro monàrquic en l'anomenat "cop del 16 de maig" de 1877. El triomf de la coalició republicana a les eleccions generals d'octubre de 1877 obligà a Mac-Mahon a acceptar la formació d'un nou govern d'esquerres presidit per Jules Dufaure.
Els 14 mesos que va durar el seu govern van ser temps d'estabilitat política i relativa calma social. L'any 1878 va ser marcat per l'Exposició Universal que va tenir lloc a París, i el Congrés de Berlín. Quan Mac-Mahon va dimitir el 30 de gener de 1879, Jules Dufaure va assumir el traspàs de poders al nou President de la República, Jules Grévy, elegit el mateix dia per l'Assemblea. Dufaure, que tenia 80 anys, va decidir llavors retirar-se de la vida política.